# 7435 Sagamihara
A 7435 Sagamihara (ideiglenes jelöléssel 1994 CZ1) a Naprendszer kisbolygóövében található aszteroida. Endate Kin és Vatanabe Kazuró fedezte fel 1994. február 8-án.